# Onocolus echinurus
Onocolus echinurus là một loài nhện trong họ Thomisidae.
Loài này thuộc chi Onocolus. Onocolus echinurus được Cândido Firmino de Mello-Leitão miêu tả năm 1929.